# Schockraum

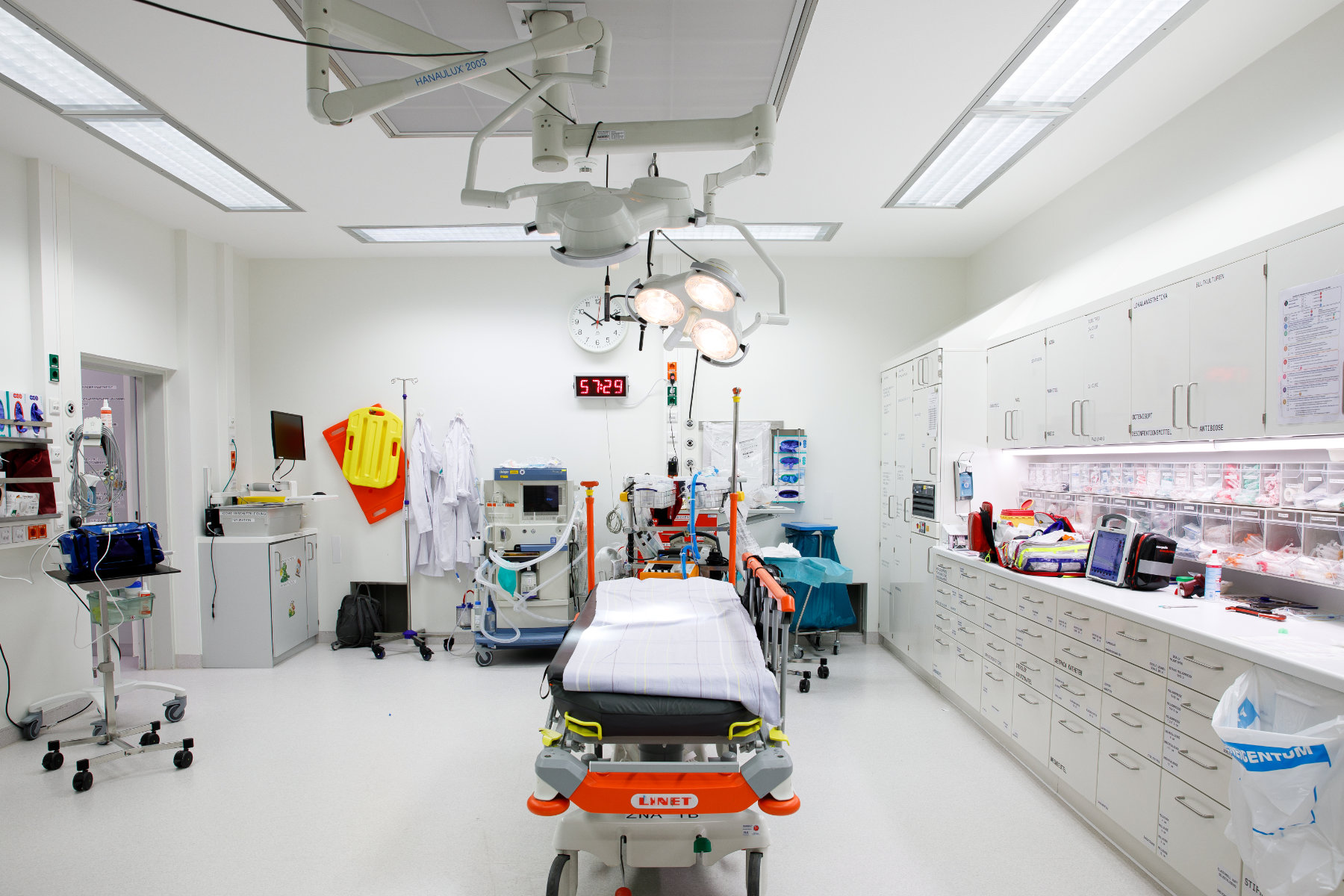
Ein Schockraum ist für die sofortige Behandlung und Stabilisierung schwerstverletzter oder akut erkrankter Patienten konzipiert und mit modernster Technik ausgestattet.

Ein Schockraum, auch Reanimationsraum, ist in Europa oft Bestandteil der Notaufnahme eines Krankenhauses. Er dient der Erstversorgung schwerstkranker, beziehungsweise schwerverletzter bzw. polytraumatisierter Patienten. Das Ziel ist die schnellstmögliche Diagnostik und Therapie der lebensbedrohlichsten Erkrankungen oder Verletzungen. Daher wartet das medizinische Fachpersonal zur unverzüglichen Übernahme bereits im Schockraum auf den Patienten, wenn dieser durch den Rettungsdienst vorangemeldet ist.
Für kritisch kranke Patienten aus den nicht unfallchirurgischen Bereichen wie der Inneren Medizin oder der Neurologie, aber auch bei nicht-traumatologischer Ursache bei Erkrankungen beispielsweise des Bereichs der Neurochirurgie, Viszeralchirurgie oder Gefäßchirurgie gab es lange Zeit kein etabliertes Schockraumkonzept, im Gegensatz zum amerikanischen Emergency Room. Und das, obwohl nicht-traumatologisch kritisch kranke Patienten mit einem Verhältnis von 4:1 nicht nur deutlich häufiger sind, sondern auch noch deutlich kränker – wie die Mortalitätsraten im Vergleich zeigen: Im nicht-traumatologischen Schockraum liegt die 30-Tage Mortalität bei 34 % während sie im traumatologischen Schockraum bei 10–19 % liegt.
Die im traumatologischen Schockraum zu bewältigenden Aufgaben lassen sich in drei Aspekte gliedern:
- Unter Beteiligung von Ärzten und Pflegekräften verschiedener Fachrichtungen werden zum einen die Vitalfunktionen des Patienten aufrechterhalten bzw. wiederhergestellt.
- Er wird apparativ überwacht, wenn nötig beatmet und der Kreislauf wird im Rahmen der Schockbekämpfung (daher der Name des Raumes) mit Infusionen und Transfusionen stabilisiert. Der Patient kann radiologisch erstuntersucht werden (Ultraschall, Röntgen) und im benachbarten oder auch integrierten[6] CT einer sogenannten Traumaspirale zugeführt werden.
- Außerdem können lebensrettende Soforteingriffe wie etwa die Entlastung eines Spannungspneumothorax durch eine Thoraxdrainage durchgeführt werden.

Diese Maßnahmen müssen in enger zeitlicher Abstimmung erfolgen, was hohe Anforderungen an die Einrichtung und das interdisziplinäre Team stellt. Daher sollten regelmäßige Weiterbildungen und Simulationsübungen stattfinden. Nach der Erstversorgung wird der Patient in der Regel auf eine Intensivstation oder direkt in den Operationssaal verlegt.
Im zertifizierten traumatologischen Schockraum wird nach einem bestimmten Algorithmus behandelt. Dieser orientiert sich am ATLS-Konzept oder am ETC-Konzept, basierend auf der Trauma-Leitlinie, die von der Deutschen Gesellschaft für Unfallchirurgie federführend herausgegeben wird. Ein überregionales Traumazentrum muss mindestens zwei Schockraumpatienten gleichzeitig versorgen können.
Im nicht-traumatologischen Schockraum sind die Notfallmediziner und Notfallpflegekräfte mit einer deutlich breiteren Variation an Ursachen für die kritisch kranken Patienten konfrontiert. Der nicht-traumatologische Schockraum gliedert sich grundsätzlich in vier Phasen:
- Vorbereitungsphase, in der das Team zusammengestellt, Material hergerichtet und Transferstellenpartner informiert werden
- Erstversorgung, in der der Patient stabilisiert, der Problemfokus und das Leitsymptom eruiert werden
- Weitere Versorgungen, in der verschiedene Differentialdiagnosen durch Anamnese, Untersuchung und Diagnostik ausgeschlossen werden, um zu einer Arbeitsdiagnose zu gelangen
- Disposition & Debriefing, in der die grundlegende Behandlung durchgeführt und der Patient anschließend verlegt wird. Durch ein Debriefing lernt das Team nach jedem Schockraum und verbessert sich stetig.

Im Weißbuch zur Versorgung kritisch kranker, nicht-traumatologischer Patienten im Schockraum der Deutschen Gesellschaft interdisziplinäre Notfall- und Akutmedizin finden sich Empfehlungen zur Behandlung dieses speziellen Patientenklientels. Für den nicht-traumatologischen Schockraum wurde das (PR_E-)AUD²IT Schema als Behandlungsalgorithmus entwickelt. Zumindest Teile des Teams im Schockraum müssen nach Advanced Critical illness Life Support (ACiLS) oder vergleichbarem Konzept geschult sein.

## Beteiligte Fachrichtungen im nicht-traumatologischen Schockraum
Beim Schockraummanagement von kritisch kranken, nicht-traumatologischen Patienten bedarf es – gerade vor dem Hintergrund, dass nach bzw. während der Stabilisierung der Vitalfunktionen eine weiterführende Diagnostik (z. B. Sonographie, Echokardiographie, kraniale Computertomographie (CCT), Thorax- oder Abdomen-CT) bei einer Vielzahl der kritisch kranken Patienten stattfindet – weitreichender Kompetenzen und Kenntnisse der beteiligten Personen.

### Basisteam des nicht-traumatologischen Schockraums
- ein Fach‑/Oberarzt der Zentralen Notaufnahme bzw. Klinik/Zentrum für Akut- und Notfallmedizin mit der Zusatzbezeichnung „Klinische Akut- und Notfallmedizin“ und mit gültigem Zertifikat
- ein Assistenzarzt (bis 2025 noch ohne gültiges Zertifikat, ab 2025 mit gültigem Zertifikat)
- zwei Fachpflegekräfte der Zentralen Notaufnahme bzw. Klinik/Zentrum für Akut- und Notfallmedizin (eine Pflegekraft mit gültigem Zertifikat)

### Erweitertes Team des nicht-traumatologischen Schockraums
Je nach Struktur und vermutetem Krankheitsbild:
- zusätzliches pflegerisches Personal
- Facharztstandard Kardiologie
- Facharztstandard Gastroenterologie
- Facharztstandard Neurologie
- Facharztstandard Neurochirurgie
- Facharztstandard Chirurgie
- Facharztstandard Gefäßchirurgie
- Facharztstandard Gynäkologie
- Facharztstandard Anästhesie

## Beteiligte Fachrichtungen im traumatologischen Schockraum
Um ein bestmögliches Behandlungsergebnis zu erzielen, sind viele Fachspezialisten an einer Schockraumversorgung beteiligt. Je nach Krankenhaus und Meldebild variieren diese.

### Basisteam des traumatologischen Schockraums
- Unfallchirurg
- Allgemeinchirurg
- zwei Schockraumpflegekräfte
- Anästhesist
- Anästhesiepflegekraft
- Radiologe
- Medizinisch-technischer Radiologieassistent
- Transportpersonal (zum Beispiel Transport von Blutkonserven)

### Erweitertes Team des traumatologischen Schockraums
- Oberarzt Unfallchirurgie
- Oberarzt Allgemeinchirurgie
- Oberarzt Anästhesiologie
- Oberarzt Radiologie
- Oberarzt Intensivmedizin
- Gefäßchirurg
- Herzchirurg
- Handchirurg
- Mund-, Kiefer-, Gesichtschirurg
- Kinderchirurg oder Pädiater
- Neurochirurg
- Neuroradiologe
- Neurologe
- Kardiologe / CPU-Arzt
- Internist
- HNO-Arzt
- Augenarzt
- Urologe
- Gynäkologe
- zwei OP-Pflegekräfte